# Nzock Nkong
Nzock Nkong ou Nzocknkong est un village de la Région du Littoral du Cameroun, situé dans la commune d'Édéa Ier. Il est situé à 6 km d'Edéa, sur la route qui le lie à Edéa.

## Population et développement
En 1967, la population de Nzock Nkong était de 155 habitants. La population de Nzock Nkong était de 80 habitants dont 38 hommes et 42 femmes, lors du recensement de 2005. Elle est essentiellement composée de Bakoko. 